# Oenothalia auropurpurata
Oenothalia auropurpurata là một loài bướm đêm trong họ Geometridae.